# Robert Kerndl
Robert Kerndl (* 25. května 1971 Brno) je český politik a právník, od roku 2006 zastupitel města Brna (v letech 2010 až 2014 též radní města a od roku 2018 pak náměstek primátorky), v letech 2002 až 2022 zastupitel městské části Brno-střed (v letech 2002 až 2014 též radní MČ), člen ODS.

## Život
Jeho otcem je zpěvák Laďa Kerndl. Vystudoval právo na Právnické fakultě Masarykovy univerzity (získal titul JUDr.).
V letech 2010 až 2014 byl předsedou představenstva akciové společnosti Teplárny Brno, funkci opět zastává od roku 2018. Stejně tak byl v letech 2010 až 2013 místopředsedou představenstva akciové společnosti SAKO Brno, funkci opět zastává od roku 2018. V minulosti také působil jako člen dozorčí rady akciové společnosti Brněnské komunikace (2007 až 2010), místopředseda dozorčí rady akciové společnosti Technické sítě Brno (2011 až 2013) či v představenstvu akciové společnosti Dopravní podnik města Brna (2006 až 2014). V roce 2015 uváděl, že vlastní společnost pro zprostředkování a poradenství v umělecké branži (domlouvá např. koncerty).
Robert Kerndl žije v Brně, konkrétně v městské části Brno-střed. Je ženatý, má dva syny. Ve volném čase se věnuje sportu, rodině a hudbě.

## Politická kariéra
Od roku 2000 je členem ODS, předsedá oblastnímu sdružení ODS Brno-město.
V komunálních volbách v roce 2002 byl za ODS zvolen zastupitelem městské části Brno-střed a stal se též radním MČ. Obě funkce obhájil ve volbách v letech 2006 a 2010. Další obhajoba mandátu proběhla ve volbách v roce 2014, ve funkci radního ale nepokračoval. Uspěl také ve volbách v roce 2018, tentokrát na kandidátce subjektu „Občanská demokratická strana s podporou Svobodných“.
V komunálních volbách v roce 2006 byl za ODS zvolen zastupitelem města Brna. Mandát zastupitele města pak obhájil ve volbách v roce 2010 a v listopadu 2010 se stal radním města. Také ve volbách v roce 2014 obhájil mandát zastupitele města, ale skončil ve funkci radního. Rovněž ve volbách v roce 2018 byl zvolen zastupitelem města, a to na kandidátce subjektu „Občanská demokratická strana s podporou Svobodných“. Dne 20. listopadu 2018 se stal 4. náměstkem primátorky města Brna pro oblast investic, dopravy, implementace evropských fondů a sociálních služeb. V dubnu 2020 se začalo jeho jméno objevovat v médiích v souvislosti s kupčením a manipulacemi s městským majetkem. 
V komunálních volbách v roce 2022 obhajoval za ODS mandát zastupitele města Brna, a to na kandidátce subjektu „SPOLEČNĚ - ODS a TOP 09“. Do Zastupitelstva městské části Brno-střed již nekandidoval. Post zastupitele města obhájil, když získal 29 026 preferenčních hlasů. V říjnu se opět stal náměstkem primátorky.
V červnu 2023 se popral se svým koaličním kolegou z KDU-ČSL Filipem Chvátalem na oslavě brněnských politiků na hradě Špilberk, Chvátal si z incidentu odnesl dlahu na prostředníčku.